# コーリー・バートン
コーリー・バートン（Corey Burton、1955年8月3日 - ）は、アメリカ合衆国の男性声優。カリフォルニア州サンフェルナンド・バレー出身。

## 概要
17歳で声優デビュー。ドーズ･バトラーのワークショップ出身。

### 受賞・ノミネート
- アニー賞
  - 2003年声優賞テレビアニメ部門受賞：『ハウス・オブ・マウス』（ルードヴィヒ・フォン・ドレイク役）[3]
  - 2003年最優秀声優賞候補：『ピーター・パン2 ネバーランドの秘密』（フック船長役））[3]
  - 2011年声優賞テレビアニメ部門候補『スター・ウォーズ/クローン・ウォーズ』（バロン・パパノイダ役）[3]

## 出演作品

### テレビアニメ
1981年
- スパイダーマン（リザード）

1984年
- 戦え!超ロボット生命体トランスフォーマー（レーザーウェーブ、スパイク、サンストリーカー、ゴング、ベクターシグマ、若い頃のアルファートリン）

1985年
- 地上最強のエキスパートチーム G.I.ジョー（トマックス）

1986年
- 戦え!超ロボット生命体トランスフォーマー2010（スパイク、スカックスゾイド、マラ・アルタ）

1987年
- ダックテイル（ルードヴィヒ・フォン・ドレイク、フィル）
- トランスフォーマー ザ・リバース（スパイク、ワイドロード）

1989年
- チップとデールの大作戦（デール、ジッパー、他）

1990年
- テイルスピン（ミスター・サルタン）

1992年
- リトル・マーメイド（フロットサム、ジェットサム）

1995年
- アラジンの大冒険
- ライオン・キングのティモンとプンバァ（クイント、ビクター、ネズミ、他）

1996年
- クワック・パック（ルードヴィヒ・フォン・ドレイク）
- スーパーマン（ブレイニアック、警察官）
- ピンキー&ブレイン（クッシング）

1997年
- アニマニアックス（デューク）
- シルベスター&トゥイーティー ミステリー（ジャック）
- バットマン（警察官、ジョー）

1998年
- シルベスター&トゥイーティー ミステリー（トッシュ）
- スーパーマン（ガソリンスタンドの店長）
- ヘラクレス（ゼウス）

1999年
- ウッディー・ウッドペッカー（ウッディー・ウッドペッカーの父、テレビのナレーション）
- バットマン・ザ・フューチャー（船長）

2000年
- スペース・レンジャー バズ・ライトイヤー（兵士）
- ロケット・パワー（テレビアナウンサー）

2001年
- ジャスティス・リーグ（医者）
- ジャッキー・チェン・アドベンチャー（シャオファン、バネ足ジャック）
- ハウス・オブ・マウス（ナレーター、ルードヴィヒ・フォン・ドレイク、レンジャー・ウッドロー、サンタクロース、ヤギ、グランピー、トゥイードル・ディー、トゥイードル・ダム、キャタピラ、チェルナボーグ、ティモシー、ホワイト・ラビット、マッドハッター、フック船長、ゼウス）

2002年
- サムライジャック（僧侶、ヒツジ男）
- ジャスティス・リーグ（Dr.ブリザード、アイクリーム屋）
- トータリー・スパイズ!（サイモン）

2003年
- キム・ポッシブル（アナウンサー）
- ジミー・ニュートロン 僕は天才発明家!（レイバーン）
- ジャスティス・リーグ（アンジェロ、ブレイニアック、トイマン、メタロー/ジョン・コーベン（初代）、ウェザー・ウィザード/マーク・マードン）
- スター・ウォーズ クローン大戦（ドゥークー伯爵、サン・ヒル）
- スタンティック・ショック（ブレイニアック）

2004年
- ハイ!ハイ! パフィー・アミユミ（フラッシュ・バックマン、ピーター）

2005年
- ジャスティス・リーグ・アンリミテッド（ブレイニアック）
- スター・ウォーズ クローン大戦（兵士2）
- ダック・ドジャース
- ハイ!ハイ! パフィー・アミユミ（船長）

2006年
- ジャスティス・リーグ・アンリミテッド（カントー）
- ハイ!ハイ! パフィー・アミユミ（ゾンビ、ファン）
- ブーンドックス（アームストロング・エルダー、警察官）
- ミッキーマウス クラブハウス（ルードヴィヒ・フォン・ドレイク、デール）

2007年
- トランスフォーマー アニメイテッド（メガトロン、ラチェット、ナレーション）

2008年
- トランスフォーマー アニメイテッド（ショックウェーブ/ロングアーム、サイラス・ローゼス、アーマーハイド、スパイク、男）
- スター・ウォーズ/クローン・ウォーズ（ドゥークー伯爵）
- バットマン:ブレイブ&ボールド（レッド・トルネード、トーマス・ウェイン（初代）、シルバーサイクロン、他）

2009年
- スター・ウォーズ/クローン・ウォーズ（ズィロ・ザ・ハット、キャド・ベイン）

2010年
- スター・ウォーズ/クローン・ウォーズ（バロン・パパノイダ）

2015年
- スター・ウォーズ 反乱者たち（クアリー）

2017年
- LEGO スター・ウォーズ/フリーメーカーの冒険（クアリー）

### 劇場アニメ
1982年
- 銀河鉄道999（車掌）

1986年
- トランスフォーマー ザ・ムービー（スパイク、ゴング、レーザーウェーブ）

1992年
- アラジン（アクメッド王子、宝石屋）

1996年
- ノートルダムの鐘（野蛮な兵士）

1997年
- ヘラクレス（リトス、ストラトス、焦げた男）

1998年
- 魔女の宅急便（ラジオアナウンサー、他）※ディズニー版

1999年
- トイ・ストーリー2（『ウッディのラウンドアップ』のナレーター）
- もののけ姫（ゴサ、他）

2000年
- 天空の城ラピュタ
- ファンタジア（ナレーション）※DVD用追加部分

2001年
- アトランティス 失われた帝国（モーリー）

2002年
- トレジャー・プラネット（オーナス）

2005年
- 紅の豚
- ホーホケキョ となりの山田くん

2006年
- アステリックスとヴァイキング（オセアノニクス）
- 耳をすませば

2008年
- スター・ウォーズ/クローン・ウォーズ（ズィロ・ザ・ハット、ウォーム・ロースサム将軍、クロノス327）

### OVA
1987年
- GIジョー ザ・ムービー（トマックス）

1996年
- アラジン完結編 盗賊王の伝説（ハキーム、盗賊）

2002年
- シンデレラII（ガス）
- ピーター・パン2 ネバーランドの秘密（フック船長）
- ミッキーの悪いやつには負けないぞ!（ナレーター、フック船長、他）

2003年
- アトランティス 帝国最後の謎（モーリー）
- スティッチ! ザ ムービー
- 101匹わんちゃんII パッチのはじめての冒険

2004年
- トムとジェリー 火星へ行く（火星人、他）

2006年
- スーパーマン ブレイニアック・アタック（ブレイニアック）

2007年
- シンデレラIII 戻された時計の針（ガス）

2008年
- バットマン ゴッサムナイト（スケアクロウ）

### ゲーム
- キングダム ハーツ シリーズ
  - キングダム ハーツ（白ウサギ、ドアノブ、フック船長、フロットサム、ジェットサム）
  - キングダム ハーツII（デール、イェン・シッド、サーク司令官、MCP、サンタクロース、商人、シャン・ユー）
  - キングダム ハーツ Re:チェイン オブ メモリーズ（ディズ、フック船長）
  - キングダム ハーツ バース バイ スリープ（賢者アンセム、デール、おこりんぼ、マジックミラー、イェン・シッド、フック船長）
  - キングダム ハーツ Re:コーデッド（デール、イェン・シッド）
- クラッシュ・バンディクー4 さくれつ!魔神パワー（ドクター・エヌ・ジン、ドクター・エヌ・トロピー）
- スーパーマン（ナレーター、ブレイニアック）
- スパイロの伝説シリーズ
  - スパイロの伝説：新しい始まり（ヴォルティール、エクスユーモア）
  - スパイロの伝説：永遠の夜 （ヴォルティール、追加の声）
  - スパイロの伝説：ドラゴンの夜明け （ヴォルティール、マソン、追加の声）
- スター・ウォーズ エピソード3/シスの復讐（ドゥークー伯爵、ドロイド、ルーン・ハーコ）
- スター・ウォーズ クローンウォーズ（ドゥークー伯爵、ズィロ・ザ・ハット）
- スター・ウォーズ クローン戦争（ドゥークー伯爵）
- スター・ウォーズ バウンティーハンター（ドゥークー伯爵）
- スター・ウォーズ バトルフロント（ドゥークー伯爵）
- スター・ウォーズ バトルフロントII（ドゥークー伯爵）
- トランスフォーマー アニメイテッド・ゲーム（メガトロン、ショックウェーブ、ラチェット）
- バットマン:ブレイブ&ボールド・ザ・ゲーム（レッド・トルネード、ウェザー・ウィザード/マーク・マードン）
- Brütal Legend（ナレーター）
- ファイナルファンタジーX-2（トワメル）

### 実写映画
1978年
- コンボイ（ADRループグループ）

1980年
- Closet Cases of the Nerd Kind（ナレーター、キャラクターの声）
- スター・ウォーズ エピソード5/帝国の逆襲（ホビーの声）
- HANGER 18/ハンガー18（ADRループグループ）

1981年
- ウルフェン（ESSの声）
- 新・おかしな二人/バディ・バディ（ADRループグループ）
- マルホランド・ラン 王者の道（警察ヘリのパイロットの声）

1982年
- E.T.（通信の声）
- キャット・ピープル（ADRループグループ）
- マジック・クエスト/魔界の剣（ADRループグループ）

1983年
- Good-bye, Cruel World（ボイスオーバー）
- 恋のスクランブル（ADRループグループ）

1984年
- フィラデルフィア・エクスペリメント（ADRループグループ）

1986年
- クリッター（クリッターの声）

1987年
- アメリカン・パロディ・シアター（ニュースキャスターの声、駅のアナウンス、テレビのアナウンサーの声）
- インベージョン・アース（エイリアンの声）
- スペースボール（声）

1988年
- アクション・ジャクソン/大都会最前線（車のCMのナレーション）
- ポルターガイスト3 / 少女の霊に捧ぐ…（ケインの声）※ノンクレジット

1990年
- トータル・リコール（警告音声）

1992年
- アメリカン・ミー（放送の声）
- 氷の微笑（写真家の声）
- Boris and Natasha: The Movie（ナレーター）

1993年
- フライング・ピクルス（ADRループグループ）
- マチネー/土曜の午後はキッスで始まる（ADRループグループ）

1996年
- ベッドかざりとほうき（本屋の声）※映像ソフト用追加部分

1997年
- スティール 鋼鉄の救世主（ADRループグループ）

1999年
- ダドリーの大冒険（ナレーター）

2007年
- プラネット・テラー in グラインドハウス（劇中テレビ映画ナレーション、他）

2009年
- ウィッチマウンテン/地図から消された山（予告編ナレーション）

2010年
- 特攻野郎Aチーム THE MOVIE（ナレーター）

2019年
- ワンス・アポン・ア・タイム・イン・ハリウッド（賞金稼ぎの掟のナレーション）

2022年
- チップとデールの大作戦 レスキュー・レンジャーズ（デール役、ジッパー役）※声の出演

### テレビ映画
1994年
- World War II: When Lions Roared（ラジオニュースアナウンサーの声）

1996年
- Bermuda Triangle（ADRループグループ）

### ドキュメンタリー
1978年
- Beyond and Back（ADRループグループ）

### テレビドラマ
1996年
- ハリウッド・ナイトメア（チーフ・ウルフの声）

### ラジオドラマ
- アドベンチャーズ・イン・オデッセイ（ウォルター、バートン、他）
- エイリアン・ワールド（ジェリー）

### アミューズメント施設・アトラクション
- インディ・ジョーンズ・アドベンチャー（アナウンサーの声）
- ウォルト・ディズニー・ワールド・リゾート（アトラクションボイス）
- カリブの海賊（海賊の声）
- ディズニー・MGMスタジオ（フック船長の声）
- ディズニーランド（フック船長の声、白うさぎの声）
- 東京ディズニーシー（英語アナウンス）
- 東京ディズニーランド（モノレールアナウンス、デールの声、ウエスタンリバー鉄道アナウンス）
- ホーンテッドマンション・ホリデー（ゴーストホストの声）
- ユニバーサル・スタジオ・ジャパン（英語アナウンス）

### 吹き替え
1977年
- スペクトルマン（蒲生譲二<成川哲夫>）

1996年
- 僕は、パリに恋をする（ミサイル技術者）

1999年
- ブラック・マスク 黒侠（委員）

### テレビ番組
- Adventures in Diving（ナレーター）
- Shark Week（ナレーター）
- FALSE WITNESS（ナレーター）

### その他
- 白雪姫・オーディオブック（グランピー）
- 白雪姫・DVD映像特典（グランピー）
- NBCプロモーション映像（ナレーター）